# Camille Decker
Camille Antoine Decker (Autelbas, 1 september 1905 - Aarlen, 24 januari 1983) was een Belgisch volksvertegenwoordiger en journalist.

## Levensloop
Decker werd gemeenteraadslid en schepen van Aarlen.
Van 1949 tot 1950 en van 1957 tot 1968 was hij volksvertegenwoordiger voor het arrondissement Aarlen.
Zeer jong in dienst getreden bij L'Avenir du Luxembourg, werd Decker er redactiesecretaris. In 1940 nam hij, als reserveofficier, deel aan de Achttiendaagse Veldtocht. Weer thuisgekomen, verdween hij in het Geheim Leger.
In 1944 publiceerde hij opnieuw L'Avenir du Luxembourg, bijna op zijn eentje. De krant was niet echt een partijkrant, maar werd toch sterk beïnvloed door de plaatselijke PSC-politici, in het bijzonder door Pierre Nothomb. Decker werd directeur van de krant, maar moest in 1948, erg tegen zijn zin, een fusie aanvaarden met Vers L'Avenir. In 1962 verliet hij de krant.